# 後藤慶悟
後藤 慶悟（ごとう けいご、1977年7月14日 - ）は、日本のラグビーユニオン選手。

## プロフィール
- 宮城県大崎市出身。
- ポジションはナンバーエイト(No8)、フランカー(FL)。
- 身長 179cm、体重 89kg

## 来歴
宮城県築館高等学校、日本体育大学卒。2000年リコーブラックラムズへと入団。2010年はアシスタントパフォーマンスコーチ兼任という形でプレーし、同年を以って引退した。